# Relacions entre Dinamarca i Moçambic
Les relacions entre Dinamarca i Moçambic es refereix a la les relacions actuals i històriques entre Dinamarca i Moçambic. Anteriorment, Dinamarca tenia una ambaixada a Maputo, però actualment està representat a Moçambic, a través de la seva ambaixada a Pretòria, Sud-àfrica i Moçambic està representat a Dinamarca, a través de la seva ambaixada a Estocolm, Suècia. Es van establir relacions diplomàtiques el 26 de juny de 1975,però les relacions es remunten a abans que Moçambic va aconseguir la independència. L'Institut Danès de Drets Humans està treballant a Moçambic des de 1997.
En 2000, Dinamarca va signar un acord amb la ministra de Finances Luísa Dias Diogo sobre la implementació de mecanismes.

## Ajuda al desenvolupament
La cooperació bilateral per al desenvolupament entre Dinamarca amb Moçambic va començar en la dècada de 1970, amb un programa d'ajuda. El programa ajudava l'agricultura i el proveïment d'aigua. L'assistència humanitària també va ser part del programa d'ajuda. De 1989 a 1991 Dinamarca i Moçambic estava discutint la cooperació en la indústria, l'energia, la pesca i el transport. Dinamarca va assistir Moçambic amb pesca, educació i salut a la ciutat de Tete. Durant el període de 1992 a 2006 l'assistència va ascendir al voltant de 700 milions $.
En un període de cinc anys a partir de l'any 2006, Dinamarca ha assistit Moçambic amb 315 milions de corones daneses al sector agrícola i amb 57,5 milions al sector de la justícia.
La cooperació mediambiental es va iniciar el 1992 i va acabar el 2006.
| « | "El propòsit general de l'avaluació és determinar com l'ajuda danesa ha respost a les circumstàncies ràpidament canviants en el context de l'ajut i les necessitats de desenvolupament a Moçambic - no sols a través de la seva elecció de les modalitats, sinó també a través de la seva elecció dels socis, perspectives de temps, enfocament geogràfic i institucional, etc.? Quines lliçons es poden aprendre de la cooperació danesa que pot ser útil per al futur desenvolupament de l'assistència a Moçambic i altres països?" | » |

## Visites d'alt nivell
El primer ministre danès Anders Fogh Rasmussen va visitar Moçambic al setembre de 2005.
El President de Moçambic Armando Guebuza va visitar Dinamarca l'octubre de 2008. Durant la visita es va reunir amb el primer ministre danès, Anders Fogh Rasmussen, amb la reina Margarida II de Dinamarca i amb la Ministre de Desenvolupament Ulla Tørnæs